# Heinz Boll
Heinz Boll (* 1915; † nach 1955) war ein deutscher Turner aus West-Berlin, der aber für die BSG Einheit Nordost Berlin startete.

## Wirken
Boll wurde im Mai 1943 Fünfter bei den Deutschen Turnmeisterschaften 1943 und im September bei den Deutschen Turn- und Spielmeisterschaften 1943 Zehnter im Zehnkampf. 1944 verteidigte er bei den Gerätemeisterschaften des Bereichs Berlin-Mark Brandenburg wiederholt den Titel im Zehnkampf mit 188,3 Punkten und dabei und dabei Einzelmeister am Barren, am Reck und im Bodenturnen.
Nach dem Zweiten Weltkrieg turnte er im Juli 1949 vor der Gründung der beiden deutschen Staaten einer  beim letzten Auftritt einer gemeinsamen Deutschlandriege im Berliner Waldbühne. Noch im gleichen Jahr wurde er erster DDR-Meister im Mehrkampf sowie am Barren, am Reck und beim Pferdsprung.
1953 belegte er beim internationalen Jahn-Gedächtnisturnen auf der Berliner Waldbühne vor 12.000 Zuschauern den neunten und letzten Platz. Sieger war der Schweizer Josef Stalder.
1955 gewann er im Rahmen des 3. Berliner Landesturnfests des Berliner Turnerbunds im Poststadion erneut die Landesmeisterschaft im Zwölfkampf.